# Dark House
Dark House (Brasil: Casa Escura ) é um filme dos Estados Unidos do gênero terror, dirigido por Victor Salva. Lançado em 2014, foi protagonizado por Tobin Bell, Lesley-Anne Down e Luke Kleintank.